# Stefan Andersson
Morgan Stefan Andersson (Haga, 8 agosto 1967) è un cantante svedese.

## Biografia
Emperor's Day (1992), primo album in studio dell'artista, è arrivato al 2º posto della Sverigetopplistan, è stato certificato platino dalla IFPI Sverige e gli ha fruttato un premio Grammis. L'anno successivo viene reso disponibile per il consumo Walk Right On, numero uno in classifica e anch'esso disco di platino.
Under a Low-Ceilinged Sky (1996) ha segnato il suo terzo ingresso nella top ten svedese, mentre Teaterkungen (2011) è diventato il suo settimo album a raggiungere la top 20.

## Discografia

### Album in studio
- 1992 – Emperor's Day
- 1993 – Walk Right On
- 1996 – Under a Low-Ceilinged Sky
- 1997 – På Svenska
- 2004 – Stranger's House
- 2007 – Det bästa med
- 2009 – Skeppsråttan
- 2011 – Teaterkungen
- 2015 – Made in China
- 2018 – Flygblad över Berlin

### Album dal vivo
- 2005 – En Främlings Hus - Live i Annedalskyrkan

### Raccolte
- 2007 – Det bästa med Stefan Andersson
- 2010 – 3 Original Album Classics

### Singoli
- 1992 – Catch the Moon
- 1992 – It's Over Now
- 1992 – Fire
- 1992 – Again
- 1992 – Here Comes the Night
- 1993 – Calling from Heaven
- 1993 – Sorito Town
- 1993 – Walk Right On
- 1994 – Look What I Found
- 1994 – I Believe in You
- 1996 – Anywhere Is Paradise
- 1996 – If I Could Be the Sun
- 1997 – Välkommen
- 1997 – Min olycklige vän
- 1998 – Vargen
- 2004 – Dear God
- 2004 – A Baker Song
- 2015 – Det betyder ingenting
- 2016 – Hop on Board